# Taphronota verrucosa
Taphronota verrucosa is een rechtvleugelig insect uit de familie Pyrgomorphidae. De wetenschappelijke naam van deze soort is voor het eerst geldig gepubliceerd in 1975 door D. Keith McE Kevan.